# نووی کوستل
نووی کوستل (به چکی: Nový Kostel) یک منطقهٔ مسکونی در جمهوری چک است که در ناحیه خب واقع شده‌است. نووی کوستل ۴۳٫۷۱ کیلومتر مربع مساحت و ۵۴۹ نفر جمعیت دارد و ۴۸۶ متر بالاتر از سطح دریا واقع شده‌است.